# Lijst van parken en reservaten
Lijst van parken en reservaten per land

## Afrika
- Gabon
- Kenia
- Madagaskar
- Namibië
- Tanzania
- Zuid-Afrika

## Amerika
- Argentinië
- Brazilië
- Canada
- Chili
- Mexico
- Peru, de nationale parken en Peru, de overige natuurgebieden
- Verenigde Staten

## Australië
- Australië
- Nieuw-Zeeland

## Azië
- Filipijnen
- India
- Indonesië
- Iran

## Europa
- Albanië
- België
- Bosnië-Herzegovina
- Bulgarije
- Denemarken
- Duitsland
- Estland
- Finland
- Frankrijk
- Griekenland
- Hongarije
- Ierland
- IJsland
- Italië
- Kosovo
- Kroatië
- Letland
- Litouwen
- Macedonië
- Montenegro
- Nederland
- Noorwegen
- Oekraïne
- Oostenrijk
- Polen
- Portugal
- Roemenië
- Rusland
- Servië
- Slovenië
- Slowakije
- Spanje
- Tsjechië
- Verenigd Koninkrijk
- Wit-Rusland
- Zweden
- Zwitserland